# Canton de Nyons et Baronnies
Le canton de Nyons et Baronnies est une circonscription électorale française du département de la Drôme créé par le décret du 20 février 2014 et entrée en vigueur lors des élections départementales de 2015.

## Histoire
Un nouveau découpage territorial de la Drôme entre en vigueur à l'occasion des élections départementales de mars 2015, défini par le décret du 20 février 2014, en application des lois du 17 mai 2013 (loi organique 2013-402 et loi 2013-403). Les conseillers départementaux sont, à compter de ces élections, élus au scrutin majoritaire binominal mixte. Les électeurs de chaque canton élisent au Conseil départemental, nouvelle appellation du Conseil général, deux membres de sexe différent, qui se présentent en binôme de candidats. Les conseillers départementaux sont élus pour 6 ans au scrutin binominal majoritaire à deux tours, l'accès au second tour nécessitant 12,5 % des inscrits au 1er tour. En outre la totalité des conseillers départementaux est renouvelée. Ce nouveau mode de scrutin nécessite un redécoupage des cantons dont le nombre est divisé par deux avec arrondi à l'unité impaire supérieure si ce nombre n'est pas entier impair, assorti de conditions de seuils minimaux. Dans la Drôme, le nombre de cantons passe ainsi de 36 à 19.
Le canton de Nyons et Baronnies est formé de communes des anciens cantons de Nyons (18 communes), de Séderon (18 communes), de Buis-les-Baronnies (21 communes) et de Rémuzat (16 communes). Le canton est entièrement inclus dans l'arrondissement de Nyons. Le bureau centralisateur est situé à Nyons.

## Représentation
| Période élective | Période élective | Mandat | Mandat   | Identité       | Nuance | Nuance | Qualité                                                                     |
| ---------------- | ---------------- | ------ | -------- | -------------- | ------ | ------ | --------------------------------------------------------------------------- |
| 2015             | 2021             | 2015   | 2021     | Pierre Combes  |        | PS     | Maire de Nyons Ancien conseiller général du canton de Nyons                 |
| 2015             | 2021             | 2015   | 2021     | Pascale Rochas |        | PS     | Première adjointe au maire de Buis-les-Baronnies                            |
| 2021             | 2028             | 2021   | en cours | Pierre Combes  |        | PS     | Conseiller sortant                                                          |
| 2021             | 2028             | 2021   | en cours | Pascale Rochas |        | PS     | Conseillère sortante, conseillère municipale déléguée de Buis-les-Baronnies |

### Résultats détaillés

#### Élections de mars 2015
À l'issue du 1er tour des élections départementales de 2015, trois binômes sont en ballottage : Pierre Combes et Pascale Rochas (PS, 39,53 %), Danielle Laget et Hubert Taleroy (FN, 24,94 %) et Françoise Bec et Francis Kornprobst (Union de la Droite, 22,78 %). Le taux de participation est de 58,63 % (10 887 votants sur 18 568 inscrits) contre 53,14 % au niveau départementalet 50,17 % au niveau national.
Au second tour, Pierre Combes et Pascale Rochas (PS) sont élus avec 52,32 % des suffrages exprimés et un taux de participation de 60,25 % (5 604 voix pour 11 173 votants et 18 543 inscrits).

#### Élections de juin 2021
Le premier tour des élections départementales de 2021 est marqué par un très faible taux de participation (33,26 % au niveau national). Dans le canton de Nyons et Baronnies, ce taux de participation est de 40,57 % (7 469 votants sur 18 410 inscrits) contre 34,1 % au niveau départemental. À l'issue de ce premier tour, deux binômes sont en ballottage : Pierre Combes et Pascale Rochas (PS, 54,25 %) et Didier-Claude Blanc et Marie-Hélène Luguet (Union à droite, 34,28 %).
Le second tour des élections est marqué une nouvelle fois par une abstention massive équivalente au premier tour. Les taux de participation sont de 34,3 % au niveau national, 34,41 % dans le département et 40,65 % dans le canton de Nyons et Baronnies. Pierre Combes et Pascale Rochas (PS) sont élus avec 61,66 % des suffrages exprimés (4 367 voix pour 7 484 votants et 18 411 inscrits),,.

## Composition
Le canton de Nyons et Baronnies comprend soixante-treize communes entières.
| Nom                           | Code Insee | Intercommunalité                     | Superficie (km2) | Population (dernière pop. légale) | Densité (hab./km2) | Modifier                                    |
| ----------------------------- | ---------- | ------------------------------------ | ---------------- | --------------------------------- | ------------------ | ------------------------------------------- |
| Nyons (bureau centralisateur) | 26220      | CC des Baronnies en Drôme provençale | 23,45            | 6 794 (2022)                      | 290                | modifier les données · modifier les données |
| Arpavon                       | 26013      | CC des Baronnies en Drôme provençale | 13,45            | 73 (2022)                         | 5,4                | modifier les données · modifier les données |
| Aubres                        | 26016      | CC des Baronnies en Drôme provençale | 20,27            | 422 (2022)                        | 21                 | modifier les données · modifier les données |
| Aulan                         | 26018      | CC des Baronnies en Drôme provençale | 10,55            | 8 (2022)                          | 0,76               | modifier les données · modifier les données |
| Ballons                       | 26022      | CC des Baronnies en Drôme provençale | 17,23            | 89 (2022)                         | 5,2                | modifier les données · modifier les données |
| Barret-de-Lioure              | 26026      | CC des Baronnies en Drôme provençale | 34,64            | 67 (2022)                         | 1,9                | modifier les données · modifier les données |
| Beauvoisin                    | 26043      | CC des Baronnies en Drôme provençale | 8,90             | 143 (2022)                        | 16                 | modifier les données · modifier les données |
| Bellecombe-Tarendol           | 26046      | CC des Baronnies en Drôme provençale | 13,48            | 73 (2022)                         | 5,4                | modifier les données · modifier les données |
| Bénivay-Ollon                 | 26048      | CC des Baronnies en Drôme provençale | 9,03             | 76 (2022)                         | 8,4                | modifier les données · modifier les données |
| Bésignan                      | 26050      | CC des Baronnies en Drôme provençale | 8,94             | 79 (2022)                         | 8,8                | modifier les données · modifier les données |
| Buis-les-Baronnies            | 26063      | CC des Baronnies en Drôme provençale | 33,74            | 2 226 (2022)                      | 66                 | modifier les données · modifier les données |
| La Charce                     | 26075      | CC des Baronnies en Drôme provençale | 9,43             | 24 (2022)                         | 2,5                | modifier les données · modifier les données |
| Châteauneuf-de-Bordette       | 26082      | CC des Baronnies en Drôme provençale | 15,33            | 101 (2022)                        | 6,6                | modifier les données · modifier les données |
| Chaudebonne                   | 26089      | CC des Baronnies en Drôme provençale | 20,77            | 60 (2022)                         | 2,9                | modifier les données · modifier les données |
| Chauvac-Laux-Montaux          | 26091      | CC des Baronnies en Drôme provençale | 24,24            | 43 (2022)                         | 1,8                | modifier les données · modifier les données |
| Condorcet                     | 26103      | CC des Baronnies en Drôme provençale | 22,44            | 506 (2022)                        | 23                 | modifier les données · modifier les données |
| Cornillac                     | 26104      | CC des Baronnies en Drôme provençale | 19,44            | 90 (2022)                         | 4,6                | modifier les données · modifier les données |
| Cornillon-sur-l'Oule          | 26105      | CC des Baronnies en Drôme provençale | 14,55            | 75 (2022)                         | 5,2                | modifier les données · modifier les données |
| Curnier                       | 26112      | CC des Baronnies en Drôme provençale | 8,00             | 211 (2022)                        | 26                 | modifier les données · modifier les données |
| Eygalayes                     | 26126      | CC des Baronnies en Drôme provençale | 17,97            | 90 (2022)                         | 5,0                | modifier les données · modifier les données |
| Eygaliers                     | 26127      | CC des Baronnies en Drôme provençale | 8,00             | 134 (2022)                        | 17                 | modifier les données · modifier les données |
| Eyroles                       | 26130      | CC des Baronnies en Drôme provençale | 8,75             | 22 (2022)                         | 2,5                | modifier les données · modifier les données |
| Ferrassières                  | 26135      | CC Ventoux Sud                       | 29,27            | 123 (2022)                        | 4,2                | modifier les données · modifier les données |
| Izon-la-Bruisse               | 26150      | CC des Baronnies en Drôme provençale | 14,65            | 12 (2022)                         | 0,82               | modifier les données · modifier les données |
| Laborel                       | 26153      | CC du Sisteronais Buëch              | 23,91            | 114 (2022)                        | 4,8                | modifier les données · modifier les données |
| Lachau                        | 26154      | CC du Sisteronais Buëch              | 25,78            | 221 (2022)                        | 8,6                | modifier les données · modifier les données |
| Lemps                         | 26161      | CC des Baronnies en Drôme provençale | 16,04            | 43 (2022)                         | 2,7                | modifier les données · modifier les données |
| Mérindol-les-Oliviers         | 26180      | CC des Baronnies en Drôme provençale | 9,23             | 209 (2022)                        | 23                 | modifier les données · modifier les données |
| Mévouillon                    | 26181      | CC des Baronnies en Drôme provençale | 29,09            | 239 (2022)                        | 8,2                | modifier les données · modifier les données |
| Mirabel-aux-Baronnies         | 26182      | CC des Baronnies en Drôme provençale | 22,56            | 1 514 (2022)                      | 67                 | modifier les données · modifier les données |
| Mollans-sur-Ouvèze            | 26188      | CC Vaison Ventoux                    | 19,96            | 1 055 (2022)                      | 53                 | modifier les données · modifier les données |
| Montauban-sur-l'Ouvèze        | 26189      | CC des Baronnies en Drôme provençale | 32,29            | 117 (2022)                        | 3,6                | modifier les données · modifier les données |
| Montaulieu                    | 26190      | CC des Baronnies en Drôme provençale | 13,05            | 88 (2022)                         | 6,7                | modifier les données · modifier les données |
| Montbrun-les-Bains            | 26193      | CC des Baronnies en Drôme provençale | 33,26            | 444 (2022)                        | 13                 | modifier les données · modifier les données |
| Montferrand-la-Fare           | 26199      | CC des Baronnies en Drôme provençale | 11,24            | 27 (2022)                         | 2,4                | modifier les données · modifier les données |
| Montfroc                      | 26200      | CC Jabron Lure Vançon Durance        | 14,76            | 101 (2022)                        | 6,8                | modifier les données · modifier les données |
| Montguers                     | 26201      | CC des Baronnies en Drôme provençale | 11,06            | 44 (2022)                         | 4,0                | modifier les données · modifier les données |
| Montréal-les-Sources          | 26209      | CC des Baronnies en Drôme provençale | 10,26            | 25 (2022)                         | 2,4                | modifier les données · modifier les données |
| Pelonne                       | 26227      | CC des Baronnies en Drôme provençale | 2,77             | 25 (2022)                         | 9,0                | modifier les données · modifier les données |
| La Penne-sur-l'Ouvèze         | 26229      | CC des Baronnies en Drôme provençale | 7,32             | 89 (2022)                         | 12                 | modifier les données · modifier les données |
| Piégon                        | 26233      | CC des Baronnies en Drôme provençale | 10,21            | 240 (2022)                        | 24                 | modifier les données · modifier les données |
| Pierrelongue                  | 26236      | CC des Baronnies en Drôme provençale | 5,13             | 228 (2022)                        | 44                 | modifier les données · modifier les données |
| Les Pilles                    | 26238      | CC des Baronnies en Drôme provençale | 5,84             | 225 (2022)                        | 39                 | modifier les données · modifier les données |
| Plaisians                     | 26239      | CC des Baronnies en Drôme provençale | 29,64            | 214 (2022)                        | 7,2                | modifier les données · modifier les données |
| Le Poët-en-Percip             | 26242      | CC des Baronnies en Drôme provençale | 6,07             | 22 (2022)                         | 3,6                | modifier les données · modifier les données |
| Le Poët-Sigillat              | 26244      | CC des Baronnies en Drôme provençale | 15,36            | 117 (2022)                        | 7,6                | modifier les données · modifier les données |
| Pommerol                      | 26245      | CC des Baronnies en Drôme provençale | 9,83             | 7 (2022)                          | 0,71               | modifier les données · modifier les données |
| Propiac                       | 26256      | CC des Baronnies en Drôme provençale | 11,15            | 131 (2022)                        | 12                 | modifier les données · modifier les données |
| Reilhanette                   | 26263      | CC des Baronnies en Drôme provençale | 14,78            | 120 (2022)                        | 8,1                | modifier les données · modifier les données |
| Rémuzat                       | 26264      | CC des Baronnies en Drôme provençale | 16,78            | 317 (2022)                        | 19                 | modifier les données · modifier les données |
| Rioms                         | 26267      | CC des Baronnies en Drôme provençale | 9,39             | 25 (2022)                         | 2,7                | modifier les données · modifier les données |
| La Roche-sur-le-Buis          | 26278      | CC des Baronnies en Drôme provençale | 27,72            | 288 (2022)                        | 10                 | modifier les données · modifier les données |
| Rochebrune                    | 26269      | CC des Baronnies en Drôme provençale | 16,15            | 52 (2022)                         | 3,2                | modifier les données · modifier les données |
| La Rochette-du-Buis           | 26279      | CC des Baronnies en Drôme provençale | 10,36            | 54 (2022)                         | 5,2                | modifier les données · modifier les données |
| Roussieux                     | 26286      | CC des Baronnies en Drôme provençale | 9,42             | 24 (2022)                         | 2,5                | modifier les données · modifier les données |
| Sahune                        | 26288      | CC des Baronnies en Drôme provençale | 16,55            | 298 (2022)                        | 18                 | modifier les données · modifier les données |
| Saint-Auban-sur-l'Ouvèze      | 26292      | CC des Baronnies en Drôme provençale | 16,55            | 204 (2022)                        | 12                 | modifier les données · modifier les données |
| Saint-Ferréol-Trente-Pas      | 26304      | CC des Baronnies en Drôme provençale | 21,48            | 221 (2022)                        | 10                 | modifier les données · modifier les données |
| Saint-Maurice-sur-Eygues      | 26317      | CC des Baronnies en Drôme provençale | 8,82             | 795 (2022)                        | 90                 | modifier les données · modifier les données |
| Saint-May                     | 26318      | CC des Baronnies en Drôme provençale | 10,23            | 31 (2022)                         | 3,0                | modifier les données · modifier les données |
| Saint-Sauveur-Gouvernet       | 26329      | CC des Baronnies en Drôme provençale | 19,32            | 185 (2022)                        | 9,6                | modifier les données · modifier les données |
| Sainte-Euphémie-sur-Ouvèze    | 26303      | CC des Baronnies en Drôme provençale | 11,28            | 72 (2022)                         | 6,4                | modifier les données · modifier les données |
| Sainte-Jalle                  | 26306      | CC des Baronnies en Drôme provençale | 18,16            | 326 (2022)                        | 18                 | modifier les données · modifier les données |
| Séderon                       | 26340      | CC des Baronnies en Drôme provençale | 20,30            | 236 (2022)                        | 12                 | modifier les données · modifier les données |
| Valouse                       | 26363      | CC des Baronnies en Drôme provençale | 6,33             | 41 (2022)                         | 6,5                | modifier les données · modifier les données |
| Venterol                      | 26367      | CC des Baronnies en Drôme provençale | 31,69            | 632 (2022)                        | 20                 | modifier les données · modifier les données |
| Verclause                     | 26369      | CC des Baronnies en Drôme provençale | 26,14            | 67 (2022)                         | 2,6                | modifier les données · modifier les données |
| Vercoiran                     | 26370      | CC des Baronnies en Drôme provençale | 19,95            | 134 (2022)                        | 6,7                | modifier les données · modifier les données |
| Vers-sur-Méouge               | 26372      | CC des Baronnies en Drôme provençale | 13,81            | 40 (2022)                         | 2,9                | modifier les données · modifier les données |
| Villebois-les-Pins            | 26374      | CC du Sisteronais Buëch              | 10,81            | 19 (2022)                         | 1,8                | modifier les données · modifier les données |
| Villefranche-le-Château       | 26375      | CC des Baronnies en Drôme provençale | 7,42             | 18 (2022)                         | 2,4                | modifier les données · modifier les données |
| Villeperdrix                  | 26376      | CC des Baronnies en Drôme provençale | 26,15            | 102 (2022)                        | 3,9                | modifier les données · modifier les données |
| Vinsobres                     | 26377      | CC des Baronnies en Drôme provençale | 35,42            | 1 005 (2022)                      | 28                 | modifier les données · modifier les données |
| Canton de Nyons et Baronnies  | 2610       |                                      | 1 207,34         | 22 386 (2022)                     | 19                 | modifier les données                        |

## Démographie
En 2022, le canton comptait 22 386 habitants, en évolution de −1,76 % par rapport à 2016 (Drôme : +2,64 %, France hors Mayotte : +2,11 %).
| 2013   | 2018   | 2022   |
| ------ | ------ | ------ |
| 22 473 | 22 743 | 22 386 |